# (6390) Hirabayashi
(6390) Hirabayashi est un astéroïde de la ceinture principale.

## Description
(6390) Hirabayashi est un astéroïde de la ceinture principale. Il fut découvert le 26 janvier 1990 à Kitami par Kin Endate et Kazuro Watanabe. Il présente une orbite caractérisée par un demi-grand axe de 2,88 UA, une excentricité de 0,18 et une inclinaison de 6,1° par rapport à l'écliptique.

## Compléments